# تیم فوتسال زنان سپاهان اصفهان
تیم فوتسال زنان سپاهان یک تیم ایرانی فوتسال است که در حال حاضر در لیگ برتر فوتسال زنان ایران حضور دارد؛ مالک این تیم شرکت فولاد مبارکه اصفهان است و زیرنظر باشگاه فرهنگی و ورزشی سپاهان فعالیت می‌کند.
باشگاه فوتسال زنان فولاد مبارکه سپاهان اصفهان، یک تیم فوتسال اصفهانی است که فعالیت مجدد خود را از سال ۱۴۰۳ آغاز کرده است.

مهدی آذربایجانی با موافقت محمدیاسر طیب‌نیا مدیر عامل شرکت فولاد مبارکه قصد دارد ورزش زنان سپاهان را گسترش دهد و در گام نخست، رشته فوتسال به ورزش حرفه‌ای زنان این باشگاه افزوده شد.

این تیم از نخستین فصل در بالاترین سطح لیگ فوتسال ایران، لیگ برتر به رقابت خواهند پرداخت.
در ۱۵ شهریور ۱۴۰۳، صفحه اینستاگرامی باشگاه سپاهان با انتشار پستی که مربوط به فراخوان تست‌گیری از بازیکنان برای حضور در لیگ برتر فوتسال زنان است به نوعی اعلام کرد که تیم آنها برای لیگ برتر فوتسال زنان تشکیل شده است.

از ۲ مهرماه ۱۴۰۳، معصومه رضازاده به عنوان سرمربی این تیم آغاز به‌کار کرده است.
این تیم پیشتر در سال ۱۳۸۶ به دلیل مشکلاتی که با هیئت فوتبال استان اصفهان به‌وجود آمده بود، مسابقات فوتبال بانوان را تحریم کرد و از مسابقات کناره‌گیری کرد که همین موضوع سبب منحل شدن تیم فوتسال این باشگاه شد.

## لیگ برتر ۱۴۰۳
هفته اول: جمعه ۶ مهر ۱۴۰۳

فولاد مبارکه سپاهان - استراحت
هفته دوم: جمعه ۱۳ مهر ۱۴۰۳

نفت امیدیه- فولاد مبارکه سپاهان
| نفت امیدیه                                             | ۵–۰   | سپاهان اصفهان |
| ------------------------------------------------------ | ----- | ------------- |
| فاطمه حسینی · زهرا کیانی‌منش · شهین افلاکی · زینب امیری | گزارش |               |

هفته سوم: جمعه ۲۰ مهر ۱۴۰۳

شرکت ملی حفاری اهواز - فولاد مبارکه سپاهان
| سپاهان اصفهان                              | ۱-۳   | شرکت ملی حفاری ایران |
| ------------------------------------------ | ----- | -------------------- |
| مرضیه فتحی · معصومه گنجی · مرضیه توفیقی‌نسب | گزارش | هما آقایی            |

هفته چهارم: جمعه ۲۷ مهر ۱۴۰۳

مس رفسنجان - فولاد مبارکه سپاهان
| مس رفسنجان   | ۲-۱   | سپاهان اصفهان                     |
| ------------ | ----- | --------------------------------- |
| نسیم نوازنده | گزارش | معصومه گنجی · ام‌کلثوم اسماعیل‌زاده |

هفته پنجم: جمعه ۴ آبان ۱۴۰۳

سایپا تهران - فولاد مبارکه سپاهان
هفته ششم: جمعه ۱۱ آبان ۱۴۰۳

فولاد مبارکه سپاهان- رایزکوصفادشت
هفته هفتم: جمعه ۱۸ آبان ۱۴۰۳

فولاد مبارکه سپاهان- مهرعظام تهران
هفته هشتم: جمعه ۲۵ آبان ۱۴۰۳

فولاد مبارکه سپاهان- فولاد هرمزگان
هفته نهم: جمعه ۲ آذر ۱۴۰۳

فولاد مبارکه سپاهان- پالایش نفت آبادان